# 威定王
威定王，中国古代封爵之一。

## 元朝
封地不详，为金印驼纽王。
- 药木忽尔，阿里不哥次子，大德九年（1305年）由定远王徙封。